# Sporting Blood (film, 1940)
Pour les articles homonymes, voir Sporting Blood.
Pour plus de détails, voir Fiche technique et Distribution.
Sporting Blood est un film américain réalisé par S. Sylvan Simon, sorti en 1940.

## Fiche technique
- Titre : Sporting Blood
- Réalisation : S. Sylvan Simon
- Scénario : Lawrence Hazard (en), Albert Mannheimer (en) et Dorothy Yost
- Direction artistique : Cedric Gibbons
- Décors : Edwin B. Willis
- Photographie : Sidney Wagner
- Son : Douglas Shearer
- Montage : Frank Sullivan
- Musique : Franz Waxman
- Société de production : Metro-Goldwyn-Mayer
- Pays de production : États-Unis
- Format : Noir et blanc - 1,37:1
- Genre : drame
- Durée : 82 minutes
- Date de sortie : 1940

## Distribution
- Robert Young : Myles Vanders
- Maureen O'Sullivan : Linda Lockwood
- Lewis Stone : Davis Lockwood
- William Gargan : Duffy
- Lynne Carver : Joan Lockwood
- Clarence Muse : Jeff
- Lloyd Corrigan : Otis Winfield
- George Reed : Stonewall
- Tom Kennedy : Grantly
- Russell Hicks : 'Sneak' OBrien
- George Lessey : Cobb